# ستيفن فريز
ستيفن فريز (بالإنجليزية: Stephen Freese)‏ هو سياسي أمريكي، ولد في 16 مارس 1960. انتخب عضو جمعية ولاية ويسكونسن.